# 查干诺尔乡
查干诺尔乡，是中华人民共和国新疆维吾尔自治区巴音郭楞蒙古自治州博湖县下辖的一个乡镇级行政单位。

## 行政区划
查干诺尔乡下辖以下地区：
敦都布呼村、乌腾郭楞村和查干诺尔村。